# Cavonus acutifrons
Cavonus acutifrons är en skalbaggsart som beskrevs av Lea 1917. Cavonus acutifrons ingår i släktet Cavonus och familjen Dynastidae. Inga underarter finns listade.